# Миро

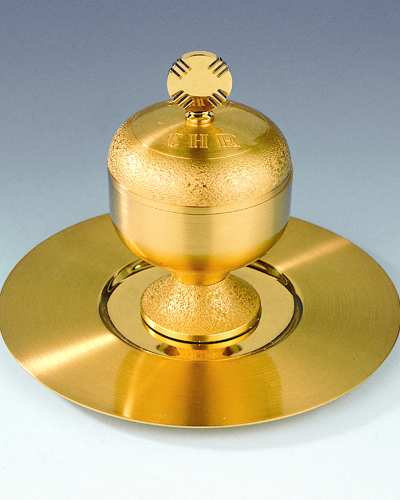
Католицька посудина для мира

Ми́ро (староцерк.-слов. мѵро від дав.-гр. μύρον «ароматна олія») — в християнстві спеціально приготована і освячена ароматична олія, що використовується в таїнстві миропомазання для помазання тіла людини. У православ'ї використовується також і при освяченні новозбудованого храму, для помазання антимінса, престолу і стін, хрещення людини (миропомазання). У католицтві і у Вірменській апостольській церкві використовується також при свяченні священників і єпископів і при освяченні храмів і вівтарів. Раніше використовувалося при помазанні на царство. Освячене миро зберігається у православних храмах у спеціальному посуді — мирниці, яка встановлюється на престолі.
Згідно з Євангелієм від Матвія три мудреці зі Сходу принесли в дар новонародженому Ісусу золото, ладан і миро.
У XVII — початку XX ст. мироваріння та освячення мира звершувалося у Києві митрополитом: в Софійському соборі, а згодом — у Києво-Печерській лаврі. 

## Склад
Миро в православній церкві готується з чистого єлею (з додаванням білого виноградного вина) і з багатьох запашних речовин. Перелік їх і кількість не були строго встановлені, і зазвичай використовували речовини, що були в наявності в той чи інший час. До складу мира входить близько 40 різних речовин. Основною речовиною для приготування мира є єлей — оливкова олія вищої якості. Біле виноградне вино необхідне при мироварінні, щоб запобігти загорянню і пригоранню олії. Із запашних речовин зазвичай вживають ладан, пелюстки троянди, фіалковий, пряний і калганний корені, мускатну, трояндову, лимонну і гвоздичну олії та інші.
У католицькій традиції латинського обряду до складу мира входять тільки оливкова олія і запашний бальзам, що змішуються безпосередньо перед освяченням мира.